# شارگا (گووی-آلتای)
شارگا (به لاتین: Sharga) یک منطقهٔ مسکونی در مغولستان است که در استان گاوی-آلتای واقع شده‌است. شارگا ۵٬۵۶۶ کیلومتر مربع مساحت دارد.